# Sulaimania vigelandi
Sulaimania vigelandi är en spindelart som beskrevs av Pekka T. Lehtinen 1981. Sulaimania vigelandi ingår i släktet Sulaimania och familjen Tetrablemmidae. Inga underarter finns listade i Catalogue of Life.